# Colobochyla interpuncta
Colobochyla interpuncta är en fjärilsart som beskrevs av Augustus Radcliffe Grote 1872. Colobochyla interpuncta ingår i släktet Colobochyla och familjen nattflyn, Noctuidae. Inga underarter finns listade i Catalogue of Life.